# Johannes von Buttlar (Musiker)
Johannes von Buttlar (* 1982) ist ein deutscher Musiker (Schlagzeug), der sowohl im Bereich der Improvisationsmusik als auch in der Zeitgenössischen Musik tätig ist.

## Wirken
Buttlar war zunächst Stipendiat des Landesverbandes der Musikschulen am Studienseminar Kiel bei Paul-Gerfried Zulauf; er studierte dann in Bremen Klassisches Schlagwerk bei Stefan Rapp und Olaf Tzschoppe und in Basel Freie Improvisation bei Fred Frith und Alfred Zimmerlin. Außerdem hatte er Unterricht bei Gregor Hilbe und nahm an Workshops bei Julio Barreto, Malcolm Braff, Jim Black und Glen Velez teil.
Buttlar gehört als Schlagzeuger zum Ensemble New Babylon, mit dem er Stücke von Anthony Braxton, George Lewis, Alexander F. Müller, Harald Genzmer, Sarah Nemtsov und Iris ter Schiphorst aufführte. Zwischen 2014 und 2019 war er Mitglied beim Kommas Ensemble in Köln, mit dem er Kompositionen von Christian Vásquez Miranda interpretierte. In seinem Improvising Percussion Sextett vereinte er Moritz Baumgärtner und weitere Schlagzeuger aus Deutschland für Aufführungen in Industriedenkmalen. Auch arbeitete er im Duo mit dem Elektroniker Vinicius Giusti. Weiterhin ist er im Trio Lunochod, im Duo Scylla (mit Geiger Johannes Haase) und mit dem Pianisten Gregor Forbes und dem Bassisten Robert Lucaciu im Altered Forms Trio, das auch mit Angelika Niescier auftrat, tätig. Konzertreisen führten ihn nach Brasilien und in die Mongolei. 
Seit 2015 lebt Buttlar in Leipzig, wo er das Programm der Kulturnhalle gestaltet.

## Diskographische Hinweise
- Ernesto Rodrigues, Nuno Torres, Guilherme Rodrigues, Johannes von Buttlar: Leipzig (Creative Sources 2016)
- Scylla: Cinematic Mass Destruction (immonopol 2018, mit Johannes Haase sowie Immo Wischhusen)
- Ernesto Rodrigues / Bruno Parrinha / Johannes von Buttlar: Whispers and Reveries (Creative Sources, 2024)
- Gellért Szabó’s Ideal Orchestra: Live at Berghain (Boomslang, 2025)